# Association sportive du Port
Maillots
L'Association Sportive du Port (en arabe : جمعية الميناء), plus couramment abrégé en AS Port, est un club djiboutien de football fondé en 1978 et basé dans le quartier du Port à Djibouti, la capitale du pays. 
Le club joue en Première Division.

## Histoire
Il compte à son palmarès trois championnats et sept Coupes de Djibouti.
Grâce à son palmarès national conséquent, le club a participé à plusieurs reprises à la Coupe Kagame inter-club, la compétition de clubs de la région de l'Afrique de l'Est. En 2011 et 2012, il perd ses trois matchs de poule. En 2013, il gagne son premier match international en battant les Tchadiens d'Elect-Sport FC et achève son parcours en quarts de finale, lourdement défait par le Vital'O FC du Burundi. Cinq ans plus tard, il parvient à nouveau à atteindre les quarts de finale, après avoir terminé à la 3e place de sa poule lors du premier tour.

## Palmarès
| Compétitions nationales |
| --- |
| - Championnat de Djibouti (4) : - Vainqueur en 2010, 2010-11, 2011-12 et 2018-19. - Coupe de Djibouti (7) : - Vainqueur : 1988, 1989, 1990, 2000, 2010, 2011 et 2013. - Finaliste : 1991, 2005 et 2015. |

## Liens
- Page du club sur le site soccerway.com
- Championnat de Djibouti de football
- Coupe de Djibouti de football